# Rubus vitifolius
Rubus vitifolius är en rosväxtart som beskrevs av Adelbert von Chamisso och Schltdl.. Rubus vitifolius ingår i släktet rubusar, och familjen rosväxter.

## Underarter
Arten delas in i följande underarter:
- R. v. eastwoodianus
- R. v. titanus

## Bildgalleri

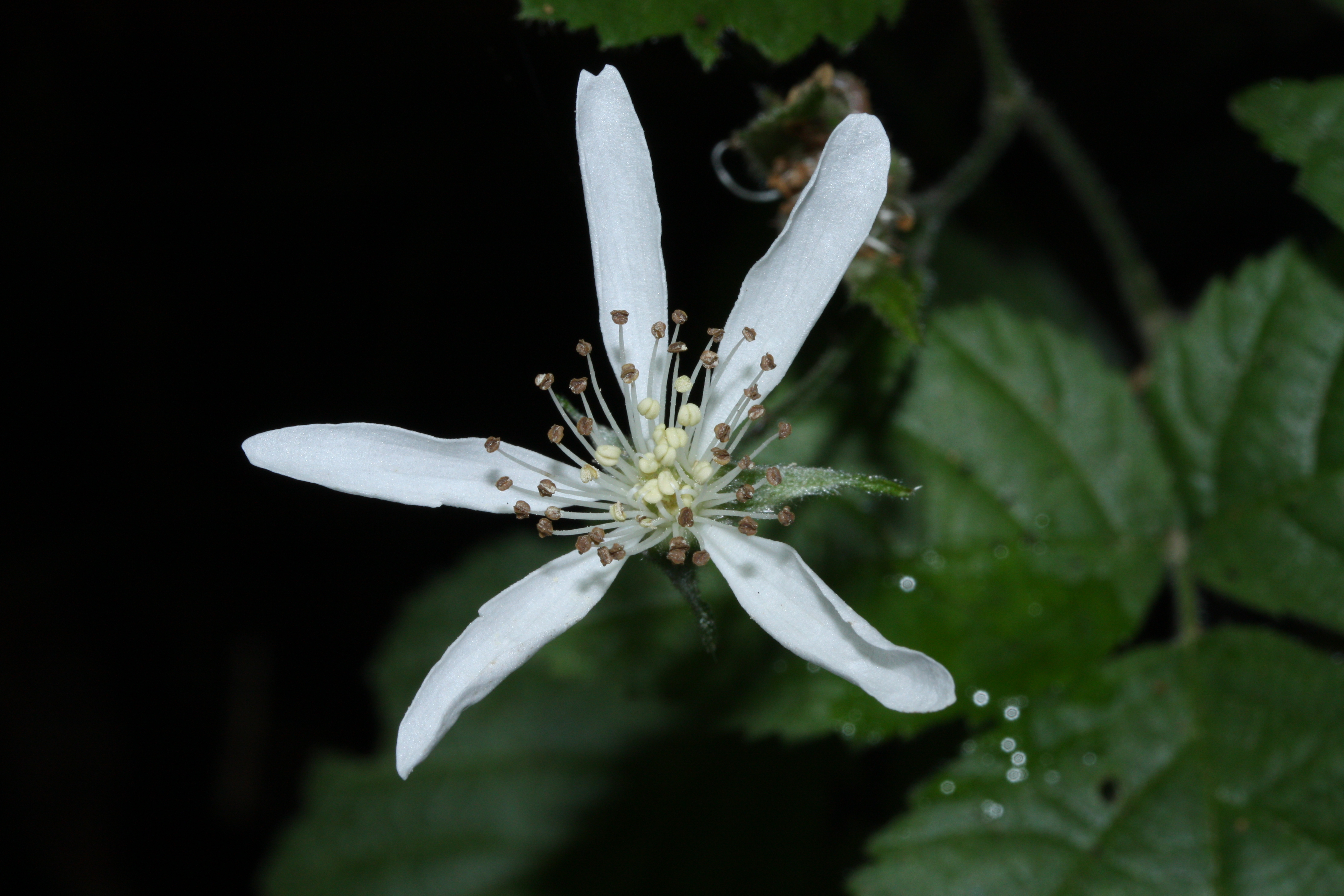
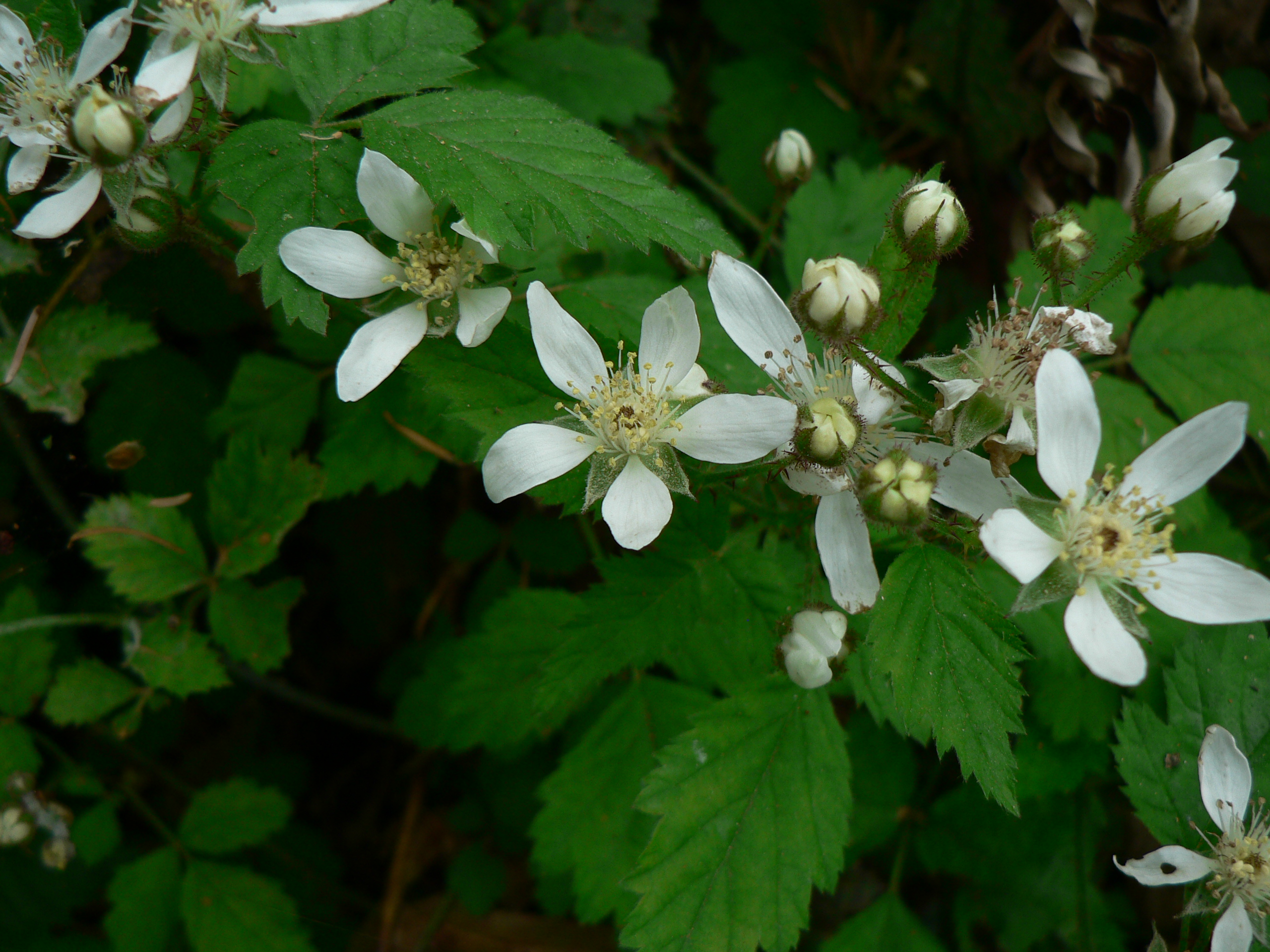
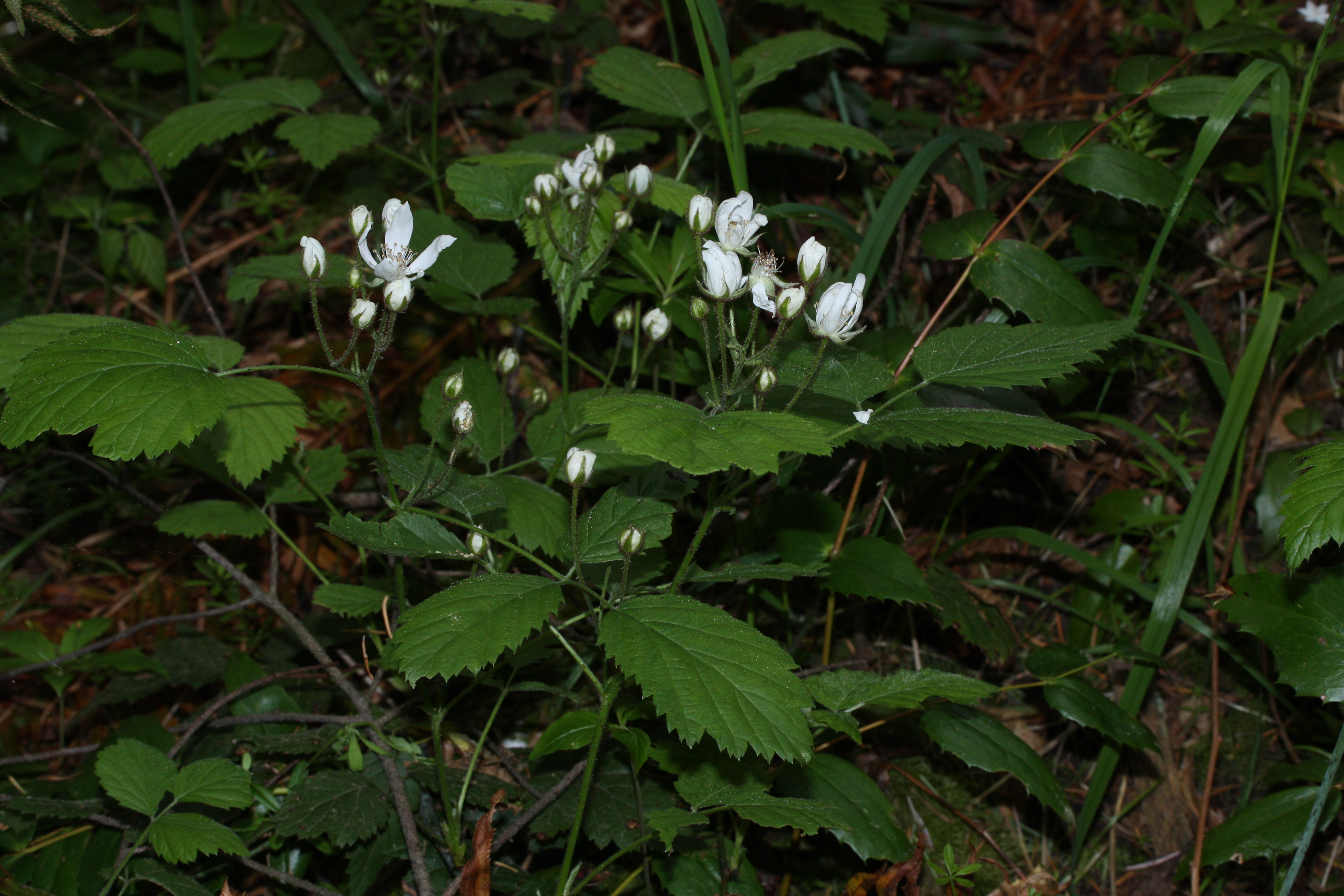
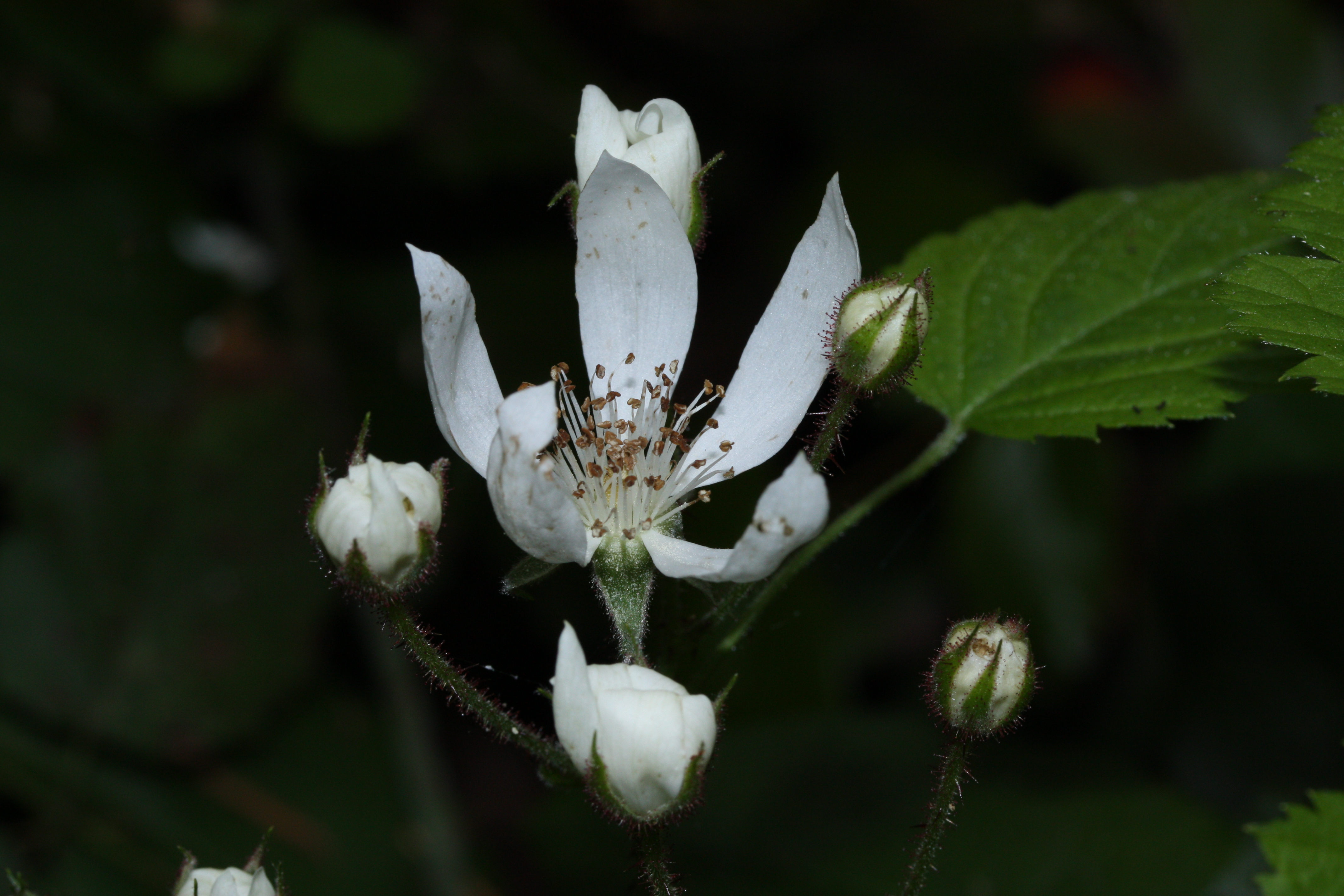
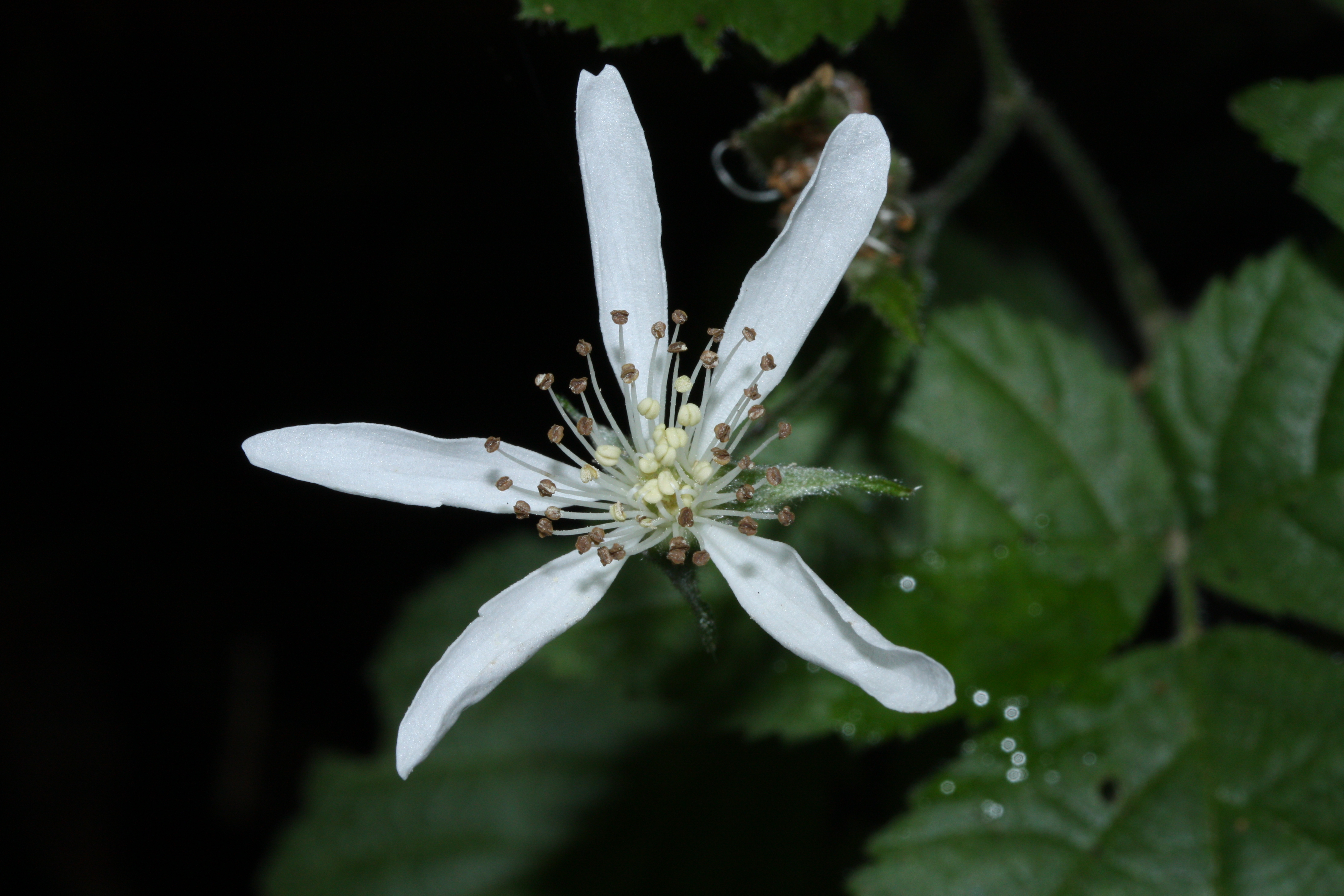